# Corenc
Corenc is een gemeente in het Franse departement Isère (regio Auvergne-Rhône-Alpes). De plaats maakt deel uit van het arrondissement Grenoble. Corenc telde op 1 januari 2022 4.177 inwoners.

## Geografie
De oppervlakte van Corenc bedroeg op 1 januari 2022 6,5 vierkante kilometer; de bevolkingsdichtheid was toen 642,6 inwoners per km².

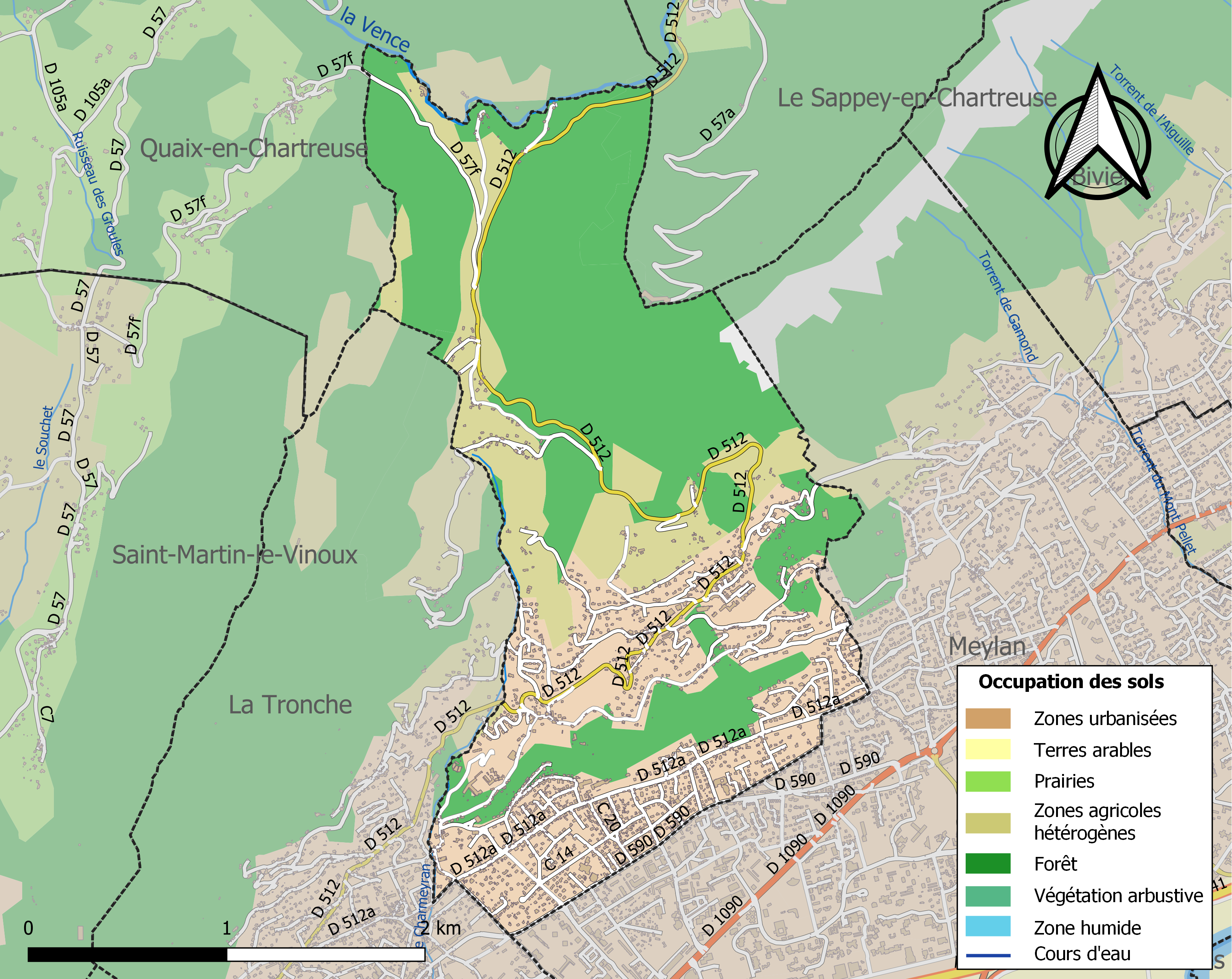
Kaart van de gemeente met de belangrijkste infrastructuur, bodemgebruik en omliggende gemeenten

## Demografie
Onderstaande figuur toont het verloop van het inwonertal (bron: INSEE-tellingen).

## Afbeeldingen

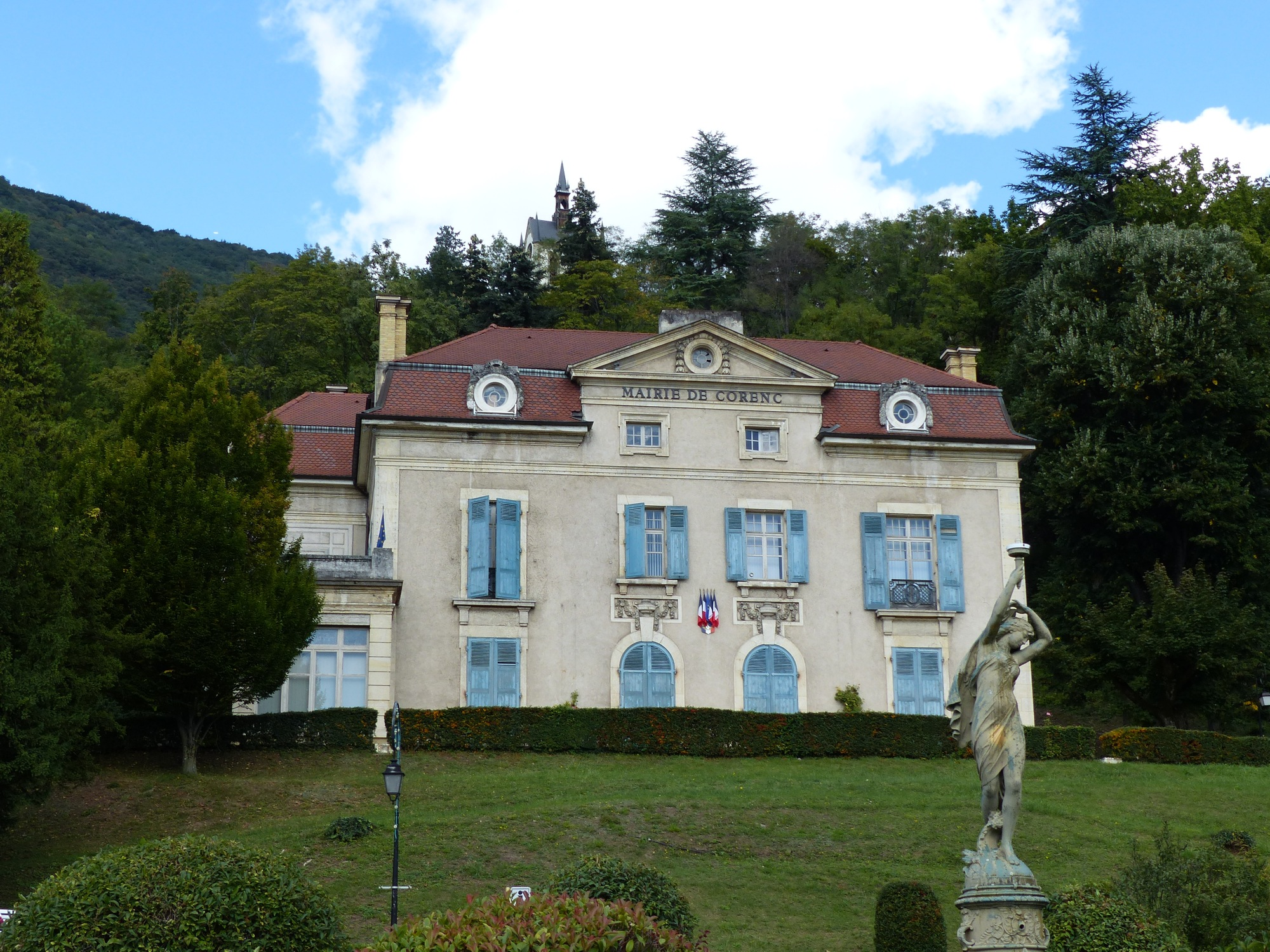
Gemeentehuis
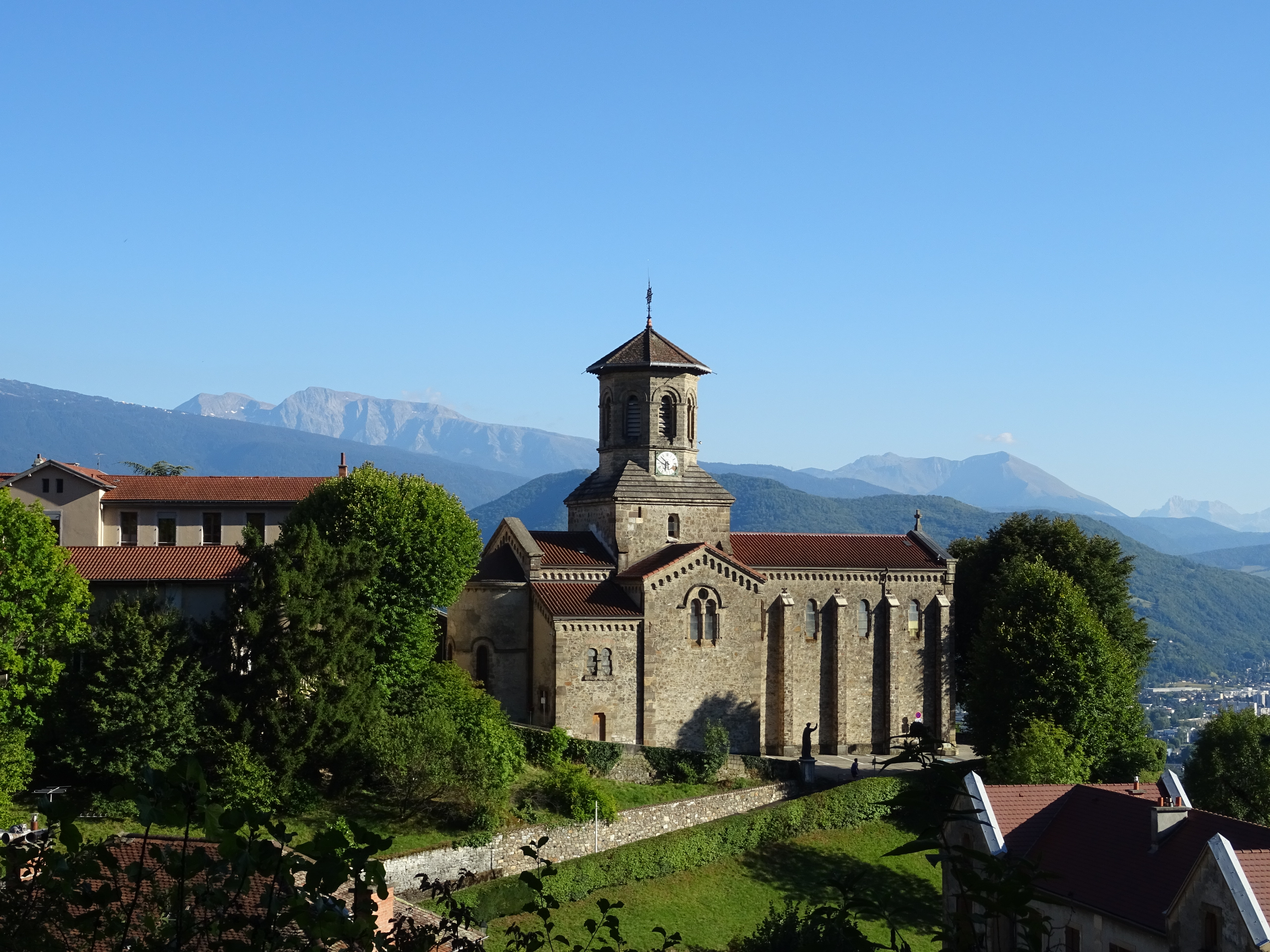
Église Saint-Pierre